# Overtoomse Sluis
De Overtoomse Sluis (brug nr. 199) is een brug over de Kostverlorenvaart in Amsterdam-West. De brug verbindt de Overtoom en de Amstelveenseweg via de Surinamestraat met het Surinameplein en ligt op de grens tussen de voormalige stadsdelen Oud-West en De Baarsjes.
De huidige brug werd in 1948 gebouwd als een basculebrug. Sinds 1971 rijdt tramlijn 1 over de brug en van 1993-1996 en van 22 juli 2018 tot 17 maart 2020 ook tramlijn 11. De brug is genoemd naar de Overtoom en de Overtoomse sluis die zich hier vroeger bevonden. Op de huidige brug is nog een sculptuur te vinden die hieraan herinnert.

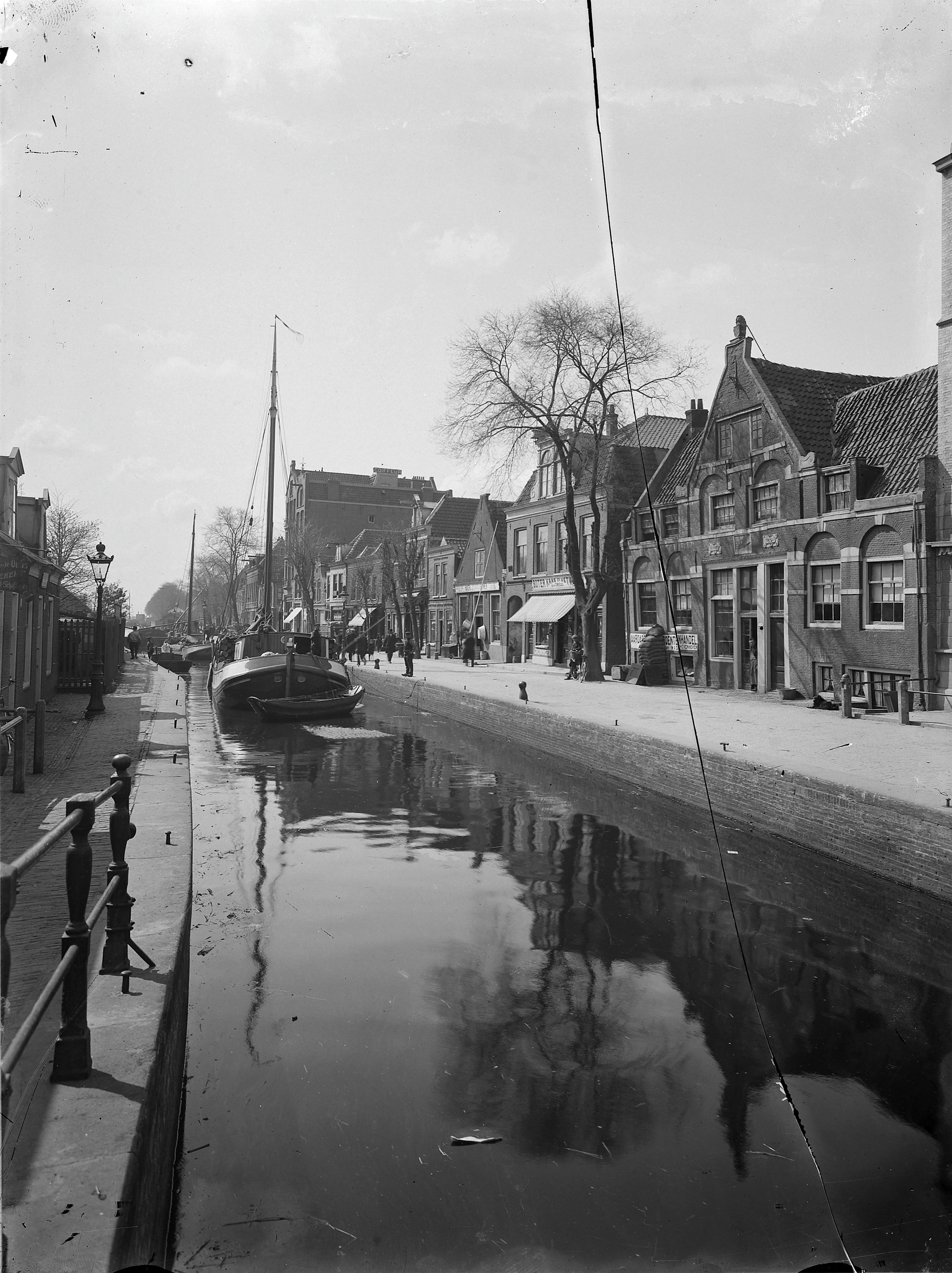
Zicht op de Overtoomse sluis, waar de brug naar genoemd is, met rechts aan de Sloterkade, het Aalsmeerder Veerhuis; circa 1920.

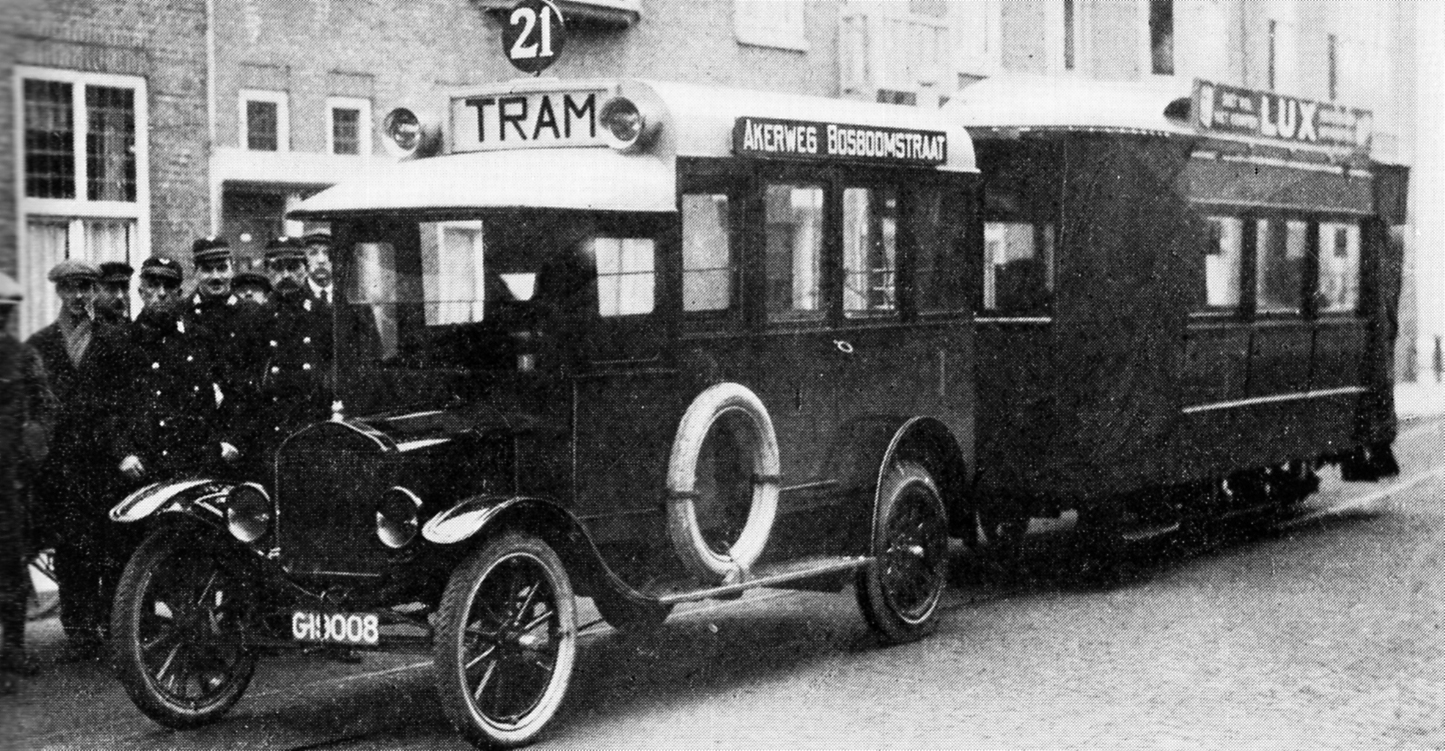
Tractortram tussen de Overtoomse Sluis en Sloten in 1922.

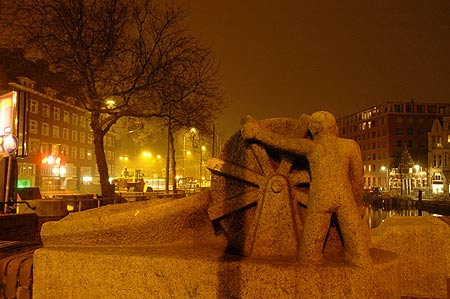
De oude overtoom komt terug in het beeldhouwwerk op de huidige brug.

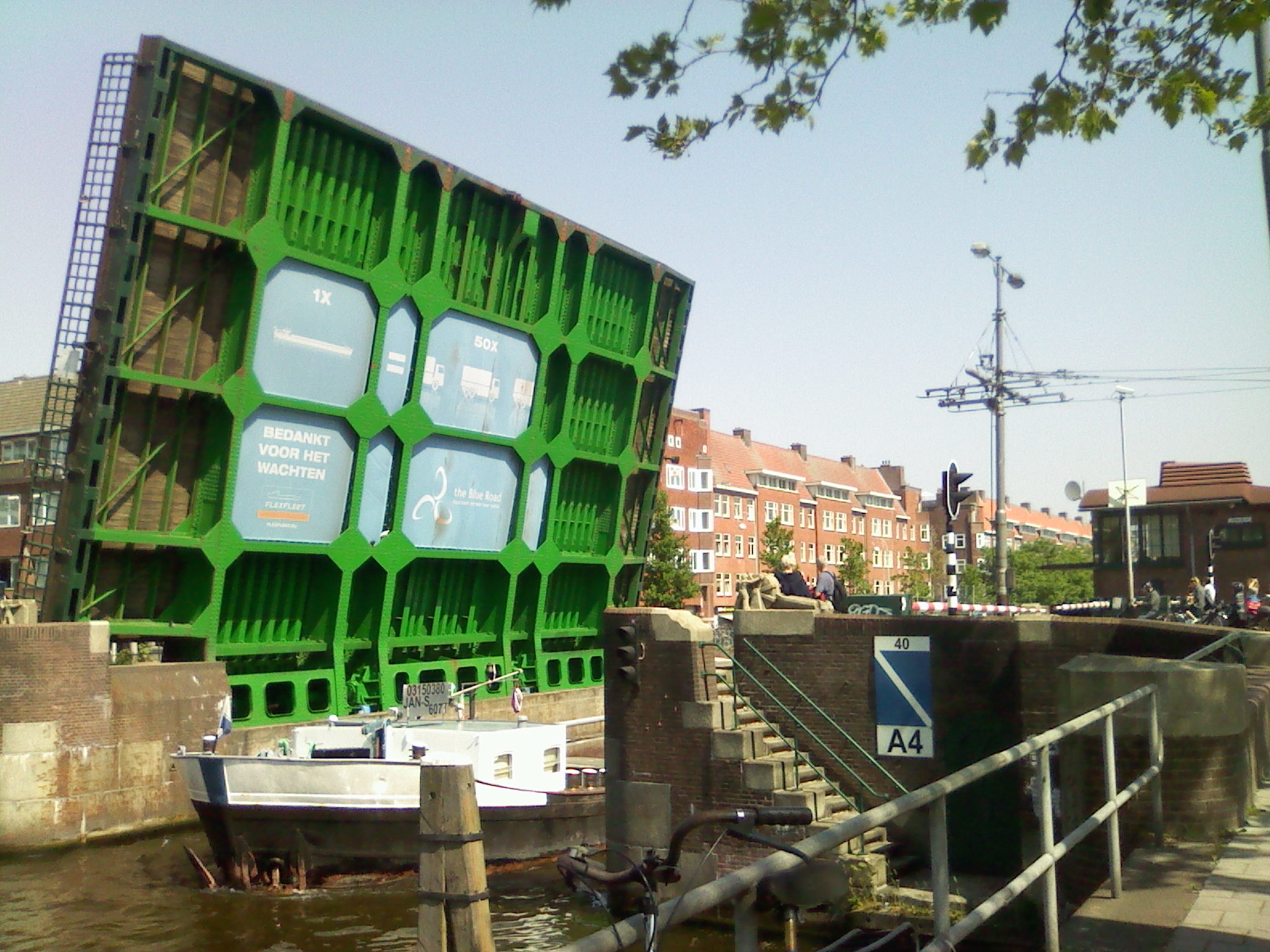
De Overtoomse Sluis in geopende toestand.

## Geschiedenis
Amsterdam kreeg in 1515 toestemming van het Graafschap Holland om een overtoom aan te leggen, alleen bedoeld voor kleine, lokale schepen. Grote schepen bleven verplicht de voorgeschreven vaarroute door Holland te volgen. De overtoom vormde de scheiding tussen boezem van het Hoogheemraadschap van Rijnland en die van Amstelland. In de Napoleontische tijd, na afschaffing van de grafelijke rechten, werd in 1809 de overtoom door een schutsluis vervangen. Met de Overtoomse Sluis was een rechtstreekse vaarverbinding tussen de Schinkel enerzijds en de Kostverlorenvaart en de Overtoomse Vaart anderzijds mogelijk geworden en daarmee ook voor regionaal verkeer. De sluis had een totale lengte van 144 meter, de schutlengte was 127 meter en de breedte 7,75 meter. Het te overwinnen hoogteverschil bedroeg circa 15 cm.
Deze sluis was in het begin van de 20e eeuw een belangrijk obstakel geworden in de scheepvaartroute. De Overtoomse Sluis werd op 1 juli 1942 vervangen door de Schinkelsluis bij de Nieuwe Meer, waarna het water in de jaren erna verbreed kon worden.
Over de sluis lag in het verlengde van de latere Andreas Schelfhoutstraat een ophaalbrug die Amstelveenseweg en de Sloterkade met elkaar verbond. De houten ophaalbrug werd omstreeks 1900 door een ijzeren brug vervangen. In 1925 werd deze op zijn beurt weer vervangen door een ophaalbrug die iets noordelijker kwam te liggen en zo een verbinding ging vormen naar het toen nieuw aangelegde Surinameplein. In 1948 kwam op de plaats van die brug de huidige basculebrug te liggen. Hierover werden, in tegenstelling tot de oude brug, ook tramrails gelegd die echter tot 1971 uitsluitend ter verkorting van de remiseritten naar remise Havenstraat werden gebruikt.
Tussen 1918 en 1925 had de Overtoomse Sluis een tramverbinding via de Sloterweg met Sloten. De tramlijn Amsterdam - Sloten ging na de annexatie in 1921 op in de Gemeentetram Amsterdam. Deze verving de paardentram door een tractortram, die in 1925 plaats maakte voor een busverbinding.
De naam van Amsterdamse straat de Overtoom is afgeleid van de Overtoomse Vaart, de in 1904 gedempte vaart naar de overtoom bij de Schinkel. Hier lag op de Slotense oever ook de Overtoomse Buurt, waarvan het Aalsmeerder Veerhuis een overblijfsel is. De naam Overtoomse Veld is hiervan weer afgeleid. Aan de andere oever van de Schinkel lag op het grondgebied van Nieuwer-Amstel aan het begin van de Amstelveenseweg de Dubbele Buurt. Bij de verbreding van de Schinkel en de Amstelveenseweg in de jaren twintig en dertig is de Dubbele Buurt gesloopt. De Overtoomse Buurt verdween grotendeels voor de aanleg van het Surinameplein in de jaren twintig.